# Leichtathletik-Weltmeisterschaften 2015/400 m Hürden der Frauen

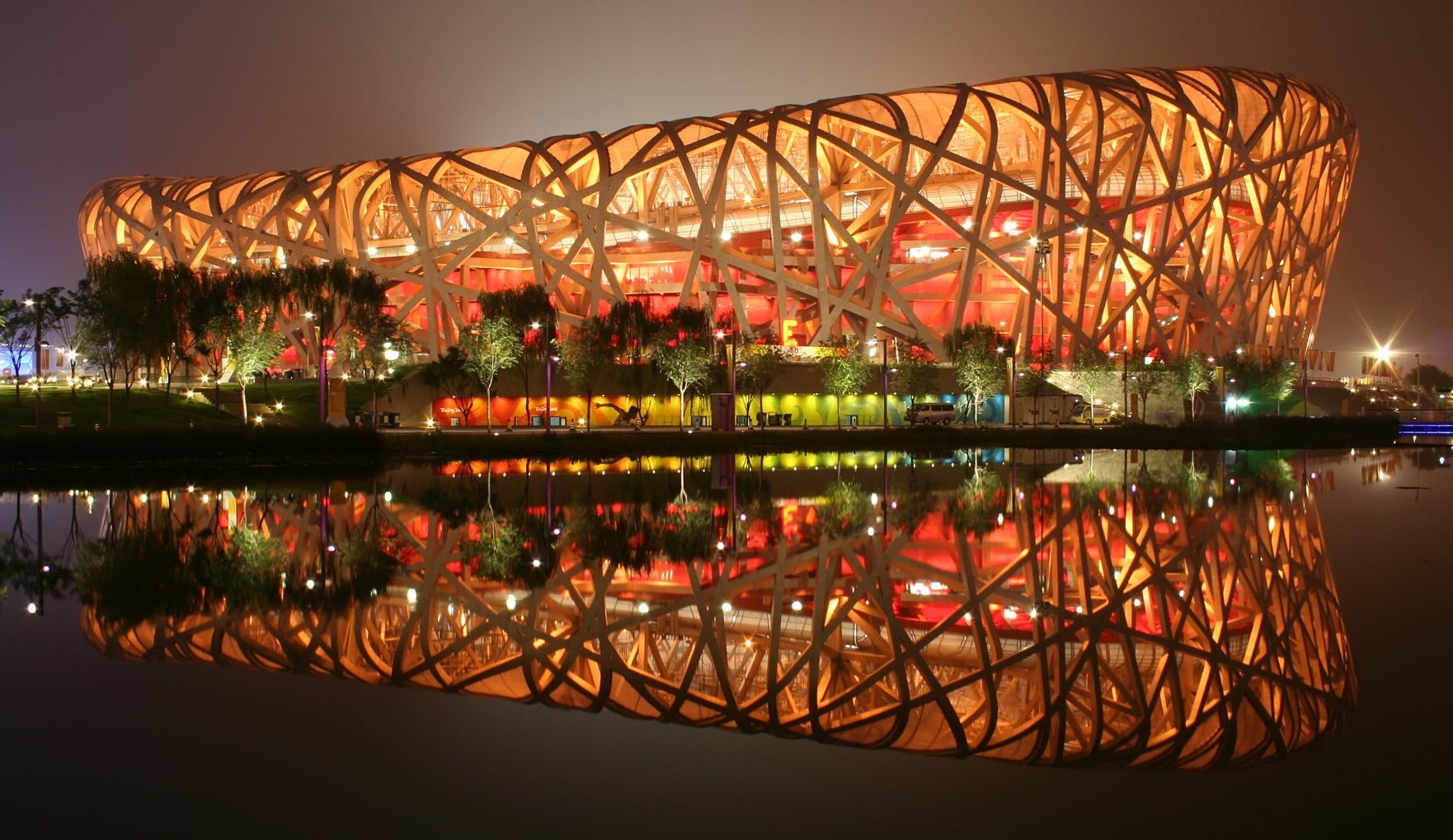
Das Nationalstadion Peking während der Weltmeisterschaften

Der 400-Meter-Hürdenlauf der Frauen bei den Leichtathletik-Weltmeisterschaften 2015 wurde am 23., 24. und 26. August 2015 im Nationalstadion der chinesischen Hauptstadt Peking ausgetragen.
In diesem Wettbewerb errangen die Hürdenläuferinnen aus den Vereinigten Staaten mit Silber und Bronze zwei Medaillen.

Es siegte die tschechische Titelverteidigerin und Olympiadritte von 2012 Zuzana Hejnová. Bei den Europameisterschaften 2012 hatte sie außerdem mit der 4-mal-400-Meter-Staffel ihres Landes Bronze gewonnen.

Vizeweltmeisterin wurde Shamier Little.

Cassandra Tate gewann die Bronzemedaille.

## Bestehende Rekorde
| Weltrekord               | Julija Petschonkina | 52,34 s | Tula, Russland            | 8. August 2003  |
| Weltmeisterschaftsrekord | Melaine Walker      | 52,42 s | WM in Berlin, Deutschland | 20. August 2009 |

Der bestehende WM-Rekord wurde bei diesen Weltmeisterschaften nicht eingestellt und nicht verbessert.
Es wurden eine Weltjahresbestleistung und ein Landesrekord erzielt:
- Weltjahresbestleistung: 53,50 s – Zuzana Hejnová, Tschechien, Finale am 26. August
- Landesrekord: 56,30 s – Déborah Rodríguez, Uruguay, dritter Vorlauf am 23. August

## Doping
In diesem Wettbewerb gab es einen Dopingfall. Die Kenianerin Koki Manunga wurde nach einer positiven Dopingprobe durch die IAAF von den Weltmeisterschaften suspendiert.

## Vorläufe
Aus den fünf Vorläufen qualifizierten sich die jeweils vier Ersten jedes Laufes – hellblau unterlegt – und zusätzlich die vier Zeitschnellsten – hellgrün unterlegt – für das Halbfinale.

### Lauf 1

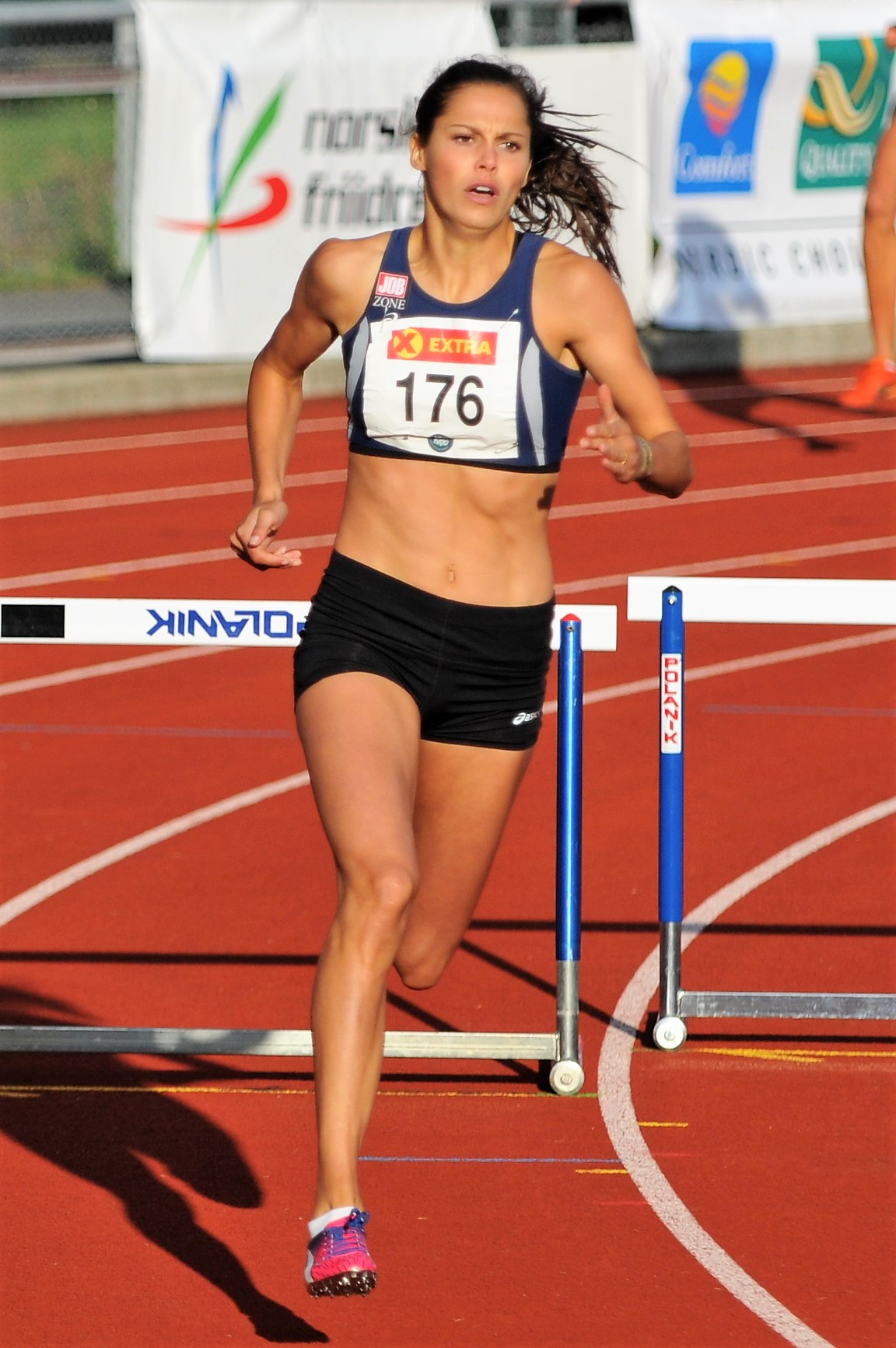
Amalie Iuel – ausgeschieden als Sechste in 56,59 s
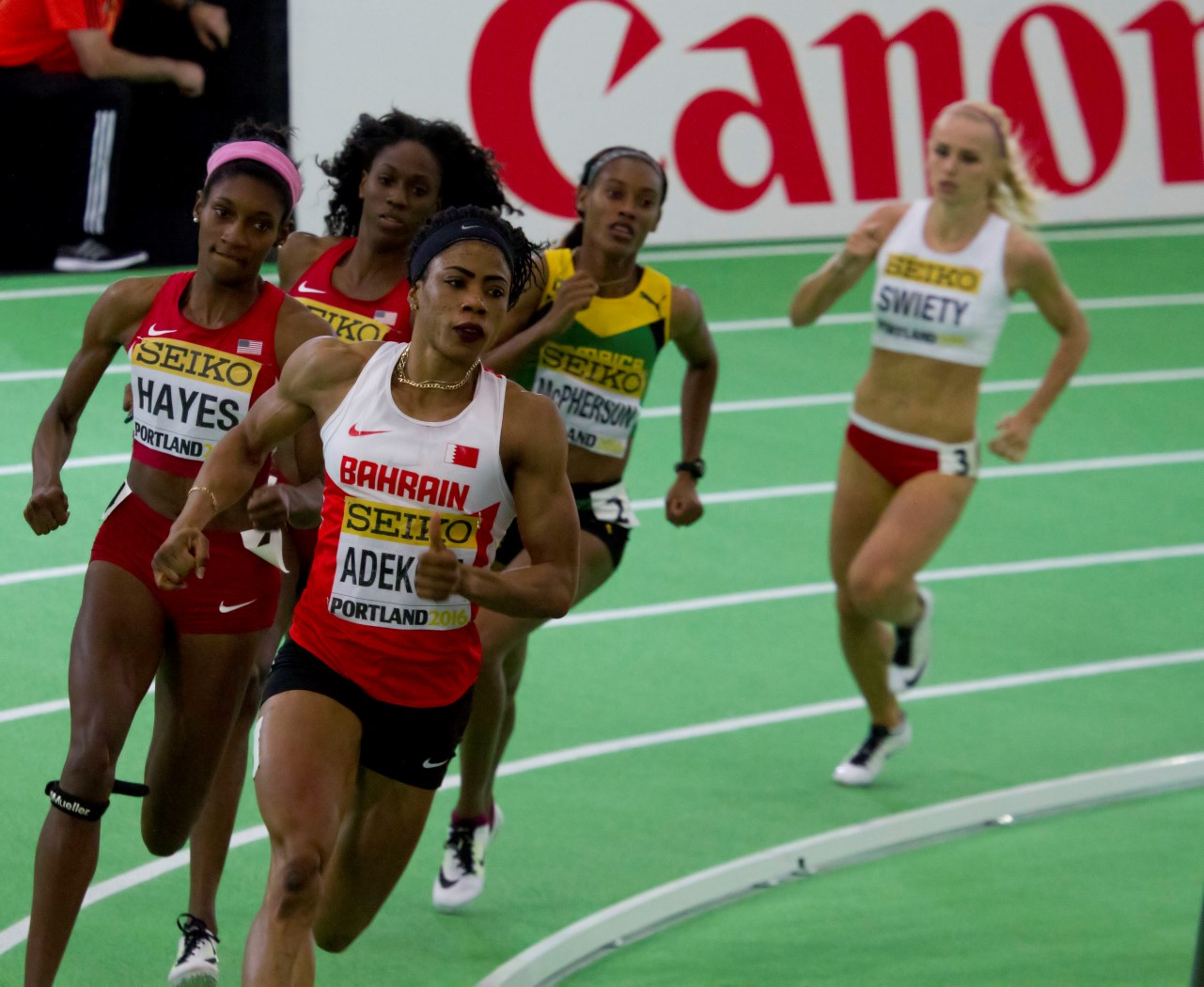
Oluwakemi Adekoya (hier als Führende in einem Hallenrennen) – wegen Nichtüberquerung einer Hürde disqualifiziert

23. August 2015, 10:25 Ortszeit (4:25 Uhr MESZ)
| Platz | Bahn | Name              | Land                | Zeit (s)                                        |
| ----- | ---- | ----------------- | ------------------- | ----------------------------------------------- |
| 1     | 3    | Kaliese Spencer   | Jamaika             | 55,03                                           |
| 2     | 8    | Sparkle McKnight  | Trinidad und Tobago | 55,77                                           |
| 3     | 2    | Elise Malmberg    | Schweden            | 55,97                                           |
| 4     | 9    | Eglė Staišiūnaitė | Litauen             | 56,17 PB                                        |
| 5     | 5    | Aurélie Chaboudez | Frankreich          | 56,19                                           |
| 6     | 6    | Amalie Iuel       | Norwegen            | 56,59                                           |
| 7     | 7    | Xiao Xia          | Volksrepublik China | 58,12                                           |
| DSQ   | 4    | Oluwakemi Adekoya | Nigeria             | IAAF Rule 168.7a – Nichtüberquerung einer Hürde |

### Lauf 2

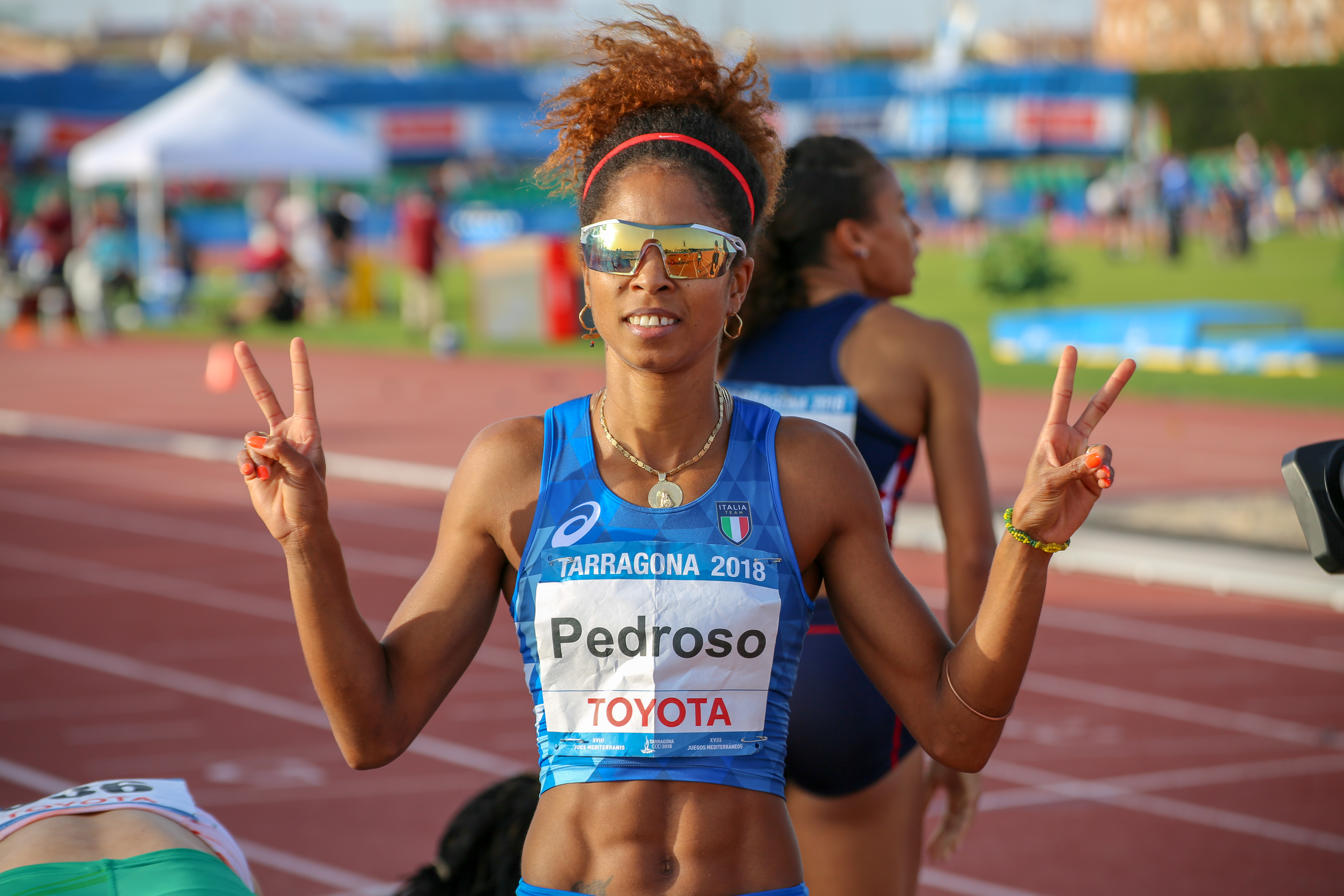
Yadisleidy Pedroso – ausgeschieden als Sechste in 1:25,16 min

23. August 2015, 10:33 Uhr Ortszeit (4:33 Uhr MESZ)
| Platz | Bahn | Name               | Land           | Zeit        |
| ----- | ---- | ------------------ | -------------- | ----------- |
| 1     | 7    | Zuzana Hejnová     | Tschechien     | 054,55 s    |
| 2     | 5    | Eilidh Child       | Großbritannien | 054,74 s    |
| 3     | 4    | Hanna Ryschykowa   | Ukraine        | 055,58 s SB |
| 4     | 8    | Léa Sprunger       | Schweiz        | 055,71 s    |
| 5     | 9    | Sage Watson        | Kanada         | 056,08 s    |
| 6     | 6    | Yadisleidy Pedroso | Italien        | 1:25,15 min |
| DOP   | 3    | Koki Manunga       | Kenia          | 058,96 s    |

### Lauf 3

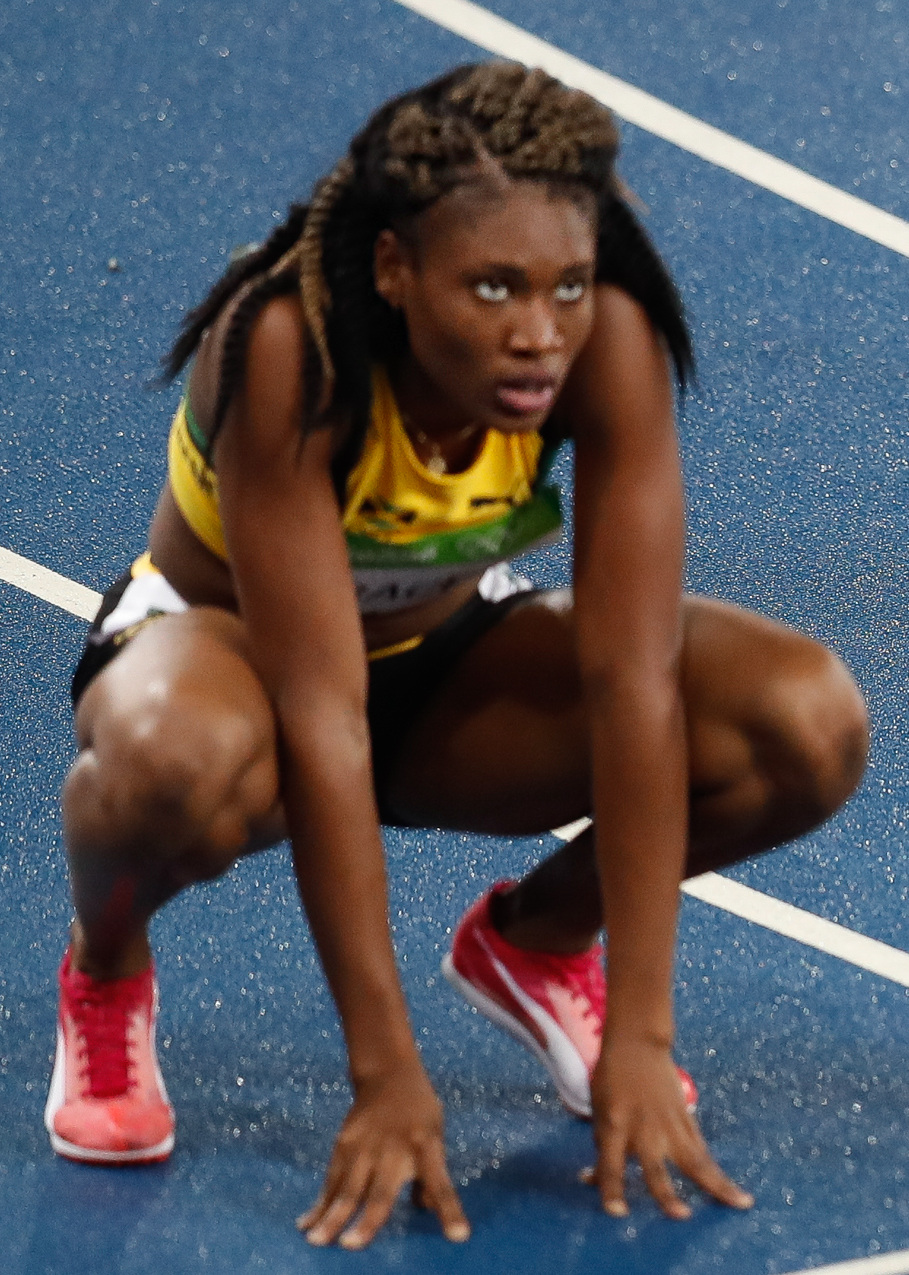
Ristanna Tracey – ausgeschieden Siebte in 57,60 s

23. August 2015, 10:41 Uhr Ortszeit (4:41 Uhr MESZ)
| Platz | Bahn | Name              | Land           | Zeit (s) |
| ----- | ---- | ----------------- | -------------- | -------- |
| 1     | 2    | Cassandra Tate    | USA            | 54,27    |
| 2     | 6    | Wenda Nel         | Südafrika      | 54,45    |
| 3     | 9    | Meghan Beesley    | Großbritannien | 54,52 PB |
| 4     | 7    | Stina Troest      | Dänemark       | 55,56 PB |
| 5     | 8    | Axelle Dauwens    | Belgien        | 55,84 SB |
| 6     | 4    | Déborah Rodríguez | Uruguay        | 56,30 NR |
| 7     | 3    | Ristananna Tracey | Jamaika        | 57,60    |
| 8     | 5    | Ghofrane Mohamed  | Syrien         | 58,61 SB |

### Lauf 4

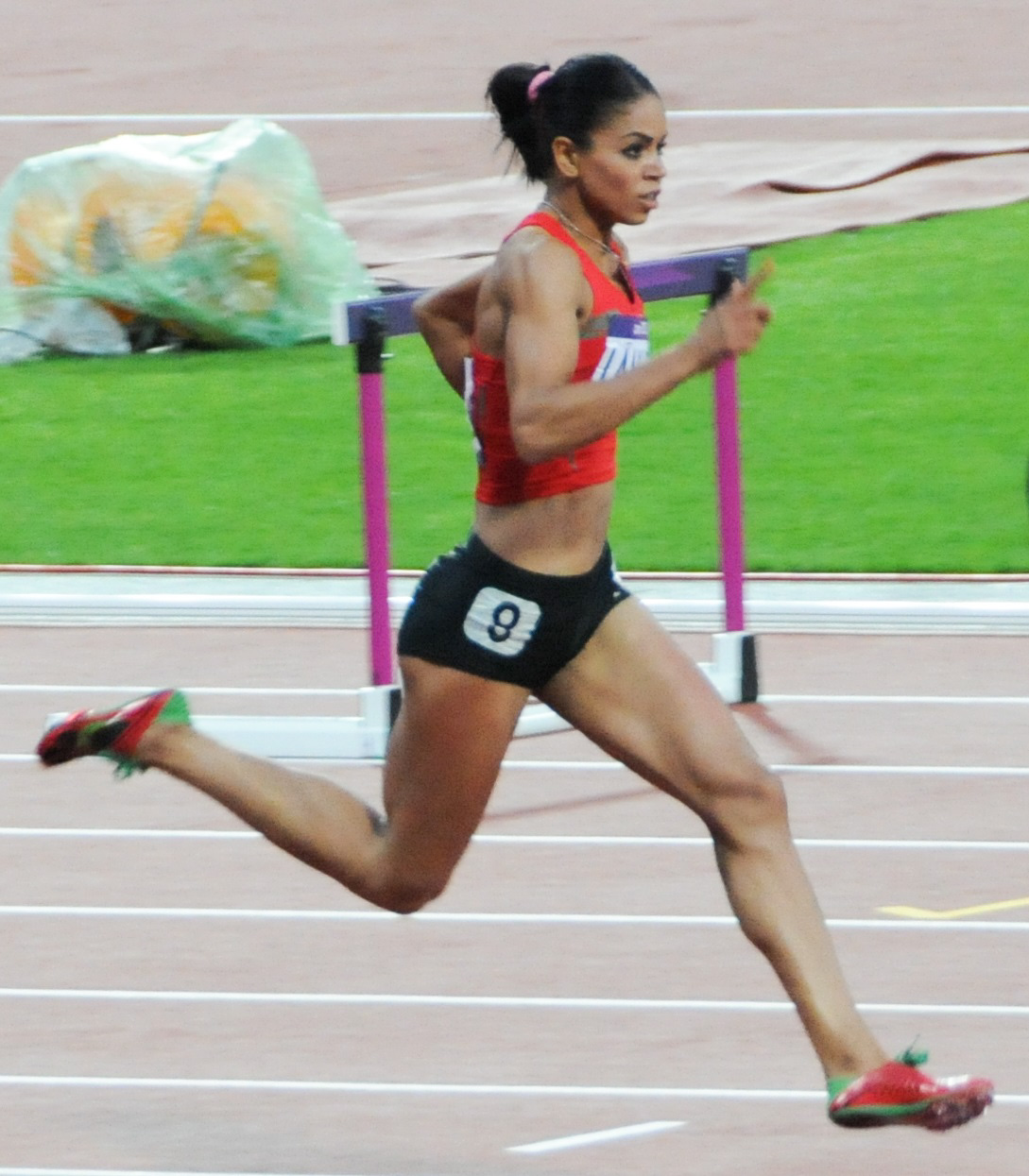
Hayat Lambarki – ausgeschieden als Siebte in 58,05 s

23. August 2015, 10:49 Uhr Ortszeit (4:49 Uhr MESZ)
| Platz | Bahn | Name                | Land       | Zeit (s) |
| ----- | ---- | ------------------- | ---------- | -------- |
| 1     | 6    | Sara Slott Petersen | Dänemark   | 55,11    |
| 2     | 5    | Lauren Wells        | Australien | 55,65 SB |
| 3     | 4    | Wera Rudakowa       | Russland   | 55,76    |
| 4     | 8    | Kori Carter         | USA        | 56,22    |
| 5     | 7    | Shevon Stoddart     | Jamaika    | 56,50    |
| 6     | 9    | Wiktorija Tkatschuk | Ukraine    | 57,38    |
| 7     | 3    | Hayat Lambarki      | Marokko    | 58,05    |

### Lauf 5

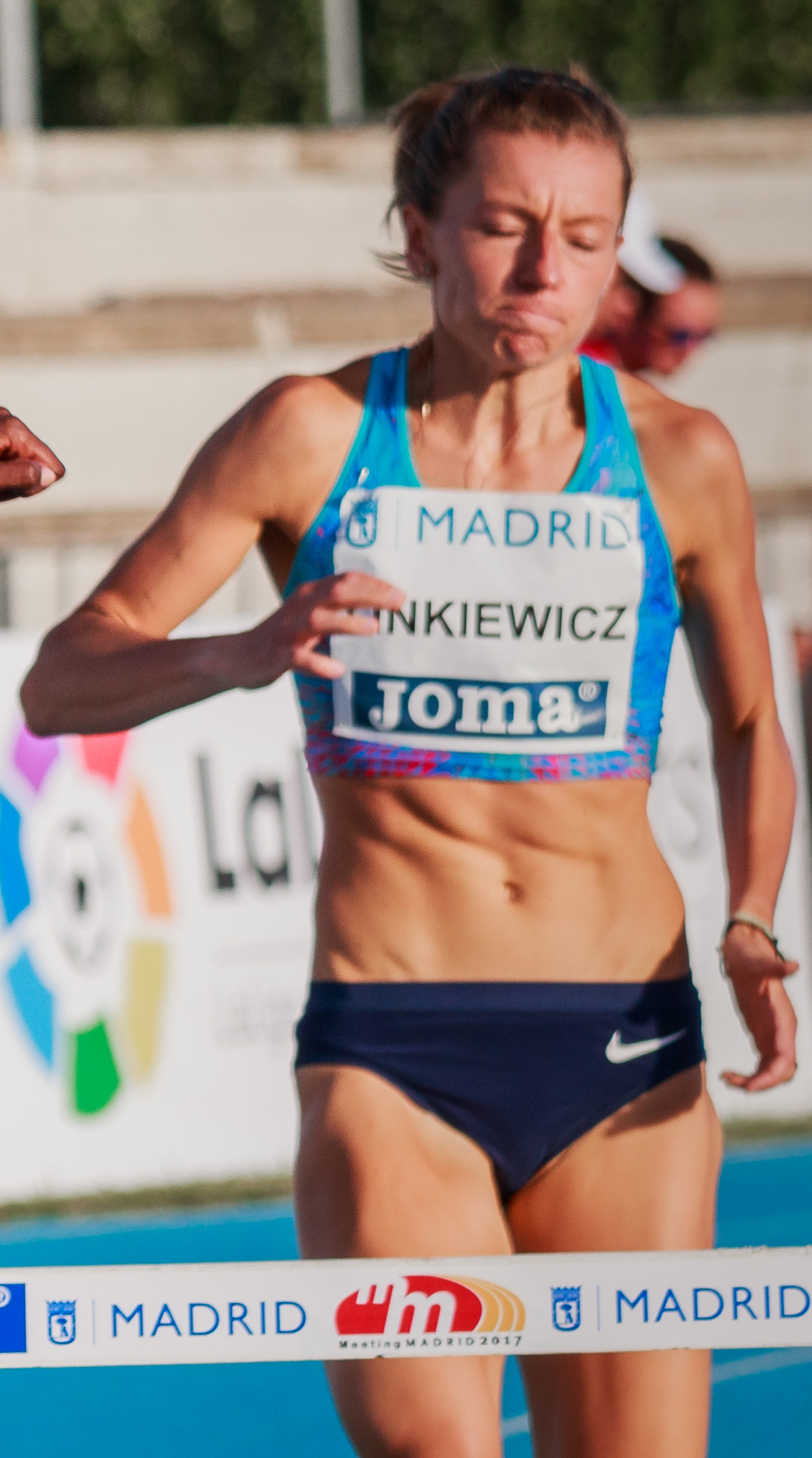
Joanna Linkiewicz – ausgeschieden als Fünfte in 56,51 s
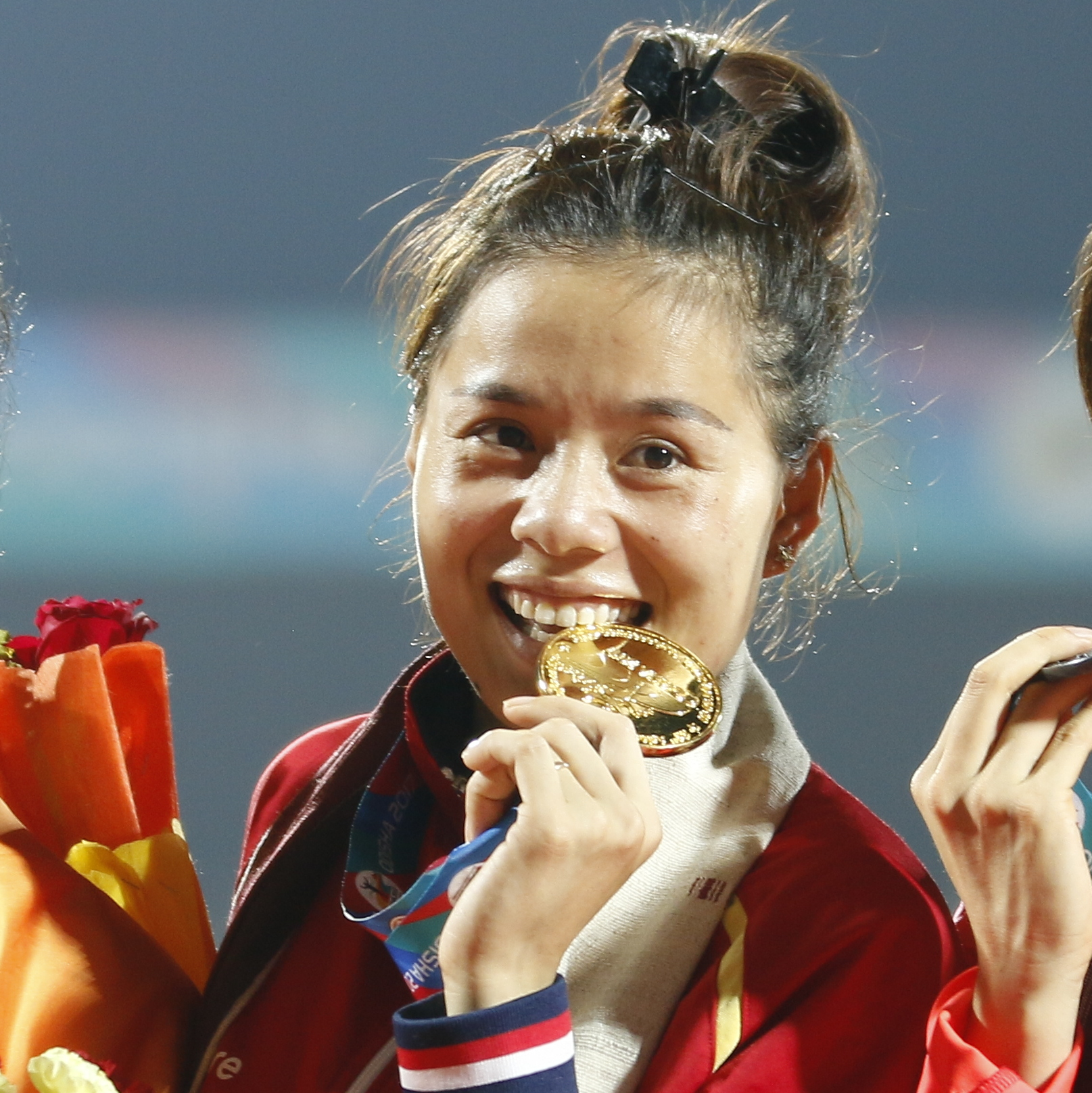
Nguyễn Thị Huyền – ausgeschieden als Sechste in 57,31 s

23. August 2015, 10:57 Uhr Ortszeit (4:57 Uhr MESZ)
| Platz | Bahn | Name              | Land       | Zeit (s) |
| ----- | ---- | ----------------- | ---------- | -------- |
| 1     | 8    | Janieve Russell   | Jamaika    | 55,09    |
| 2     | 4    | Denisa Rosolová   | Tschechien | 55,33    |
| 3     | 6    | Petra Fontanive   | Schweiz    | 56,40    |
| 4     | 5    | Shamier Little    | USA        | 56,47    |
| 5     | 9    | Joanna Linkiewicz | Polen      | 56,51    |
| 6     | 3    | Nguyễn Thị Huyền  | Vietnam    | 57,31    |
| 7     | 7    | Amaka Ogoegbunam  | Nigeria    | 58,16    |

## Halbfinale
Aus den drei Halbfinalläufen qualifizierten sich die beiden Ersten jedes Laufes – hellblau unterlegt – und zusätzlich die beiden Zeitschnellsten – hellgrün unterlegt – für das Finale.

### Lauf 1
24. August 2015, 19:10 Uhr Ortszeit (13:10 Uhr MESZ)
| Platz | Bahn | Name              | Land           | Zeit (s) |
| ----- | ---- | ----------------- | -------------- | -------- |
| 1     | 7    | Cassandra Tate    | USA            | 54,33    |
| 2     | 6    | Wenda Nel         | Südafrika      | 54,63    |
| 3     | 5    | Eilidh Child      | Großbritannien | 54,80    |
| 4     | 4    | Hanna Ryschykowa  | Ukraine        | 55,16 SB |
| 5     | 2    | Axelle Dauwens    | Belgien        | 55,82 SB |
| 6     | 8    | Léa Sprunger      | Schweiz        | 55,83    |
| 7     | 9    | Wera Rudakowa     | Russland       | 56,41    |
| 8     | 3    | Déborah Rodríguez | Uruguay        | 56,47    |

Im ersten Halbfinale ausgeschiedene Hürdenläuferinnen:

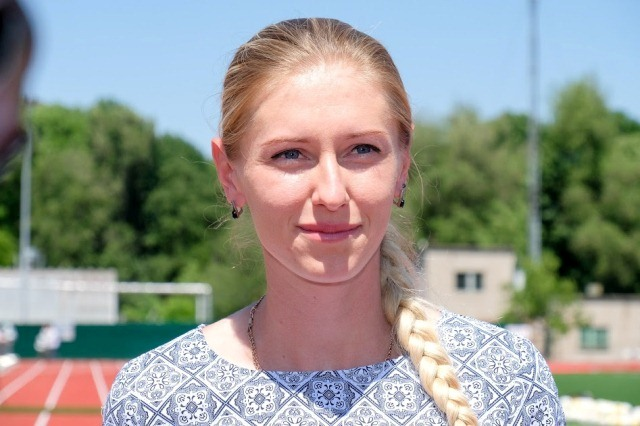
Hanna Ryschykowa, frühere Hanna Jaroschtschuk – Rang vier in 55,16 s
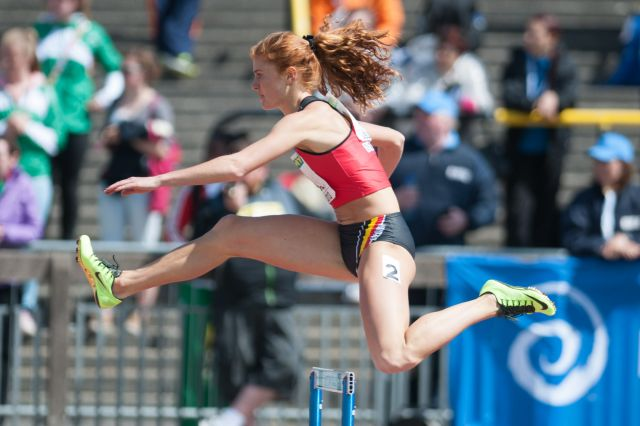
Axelle Dauwens Rang fünf in 55,82 s
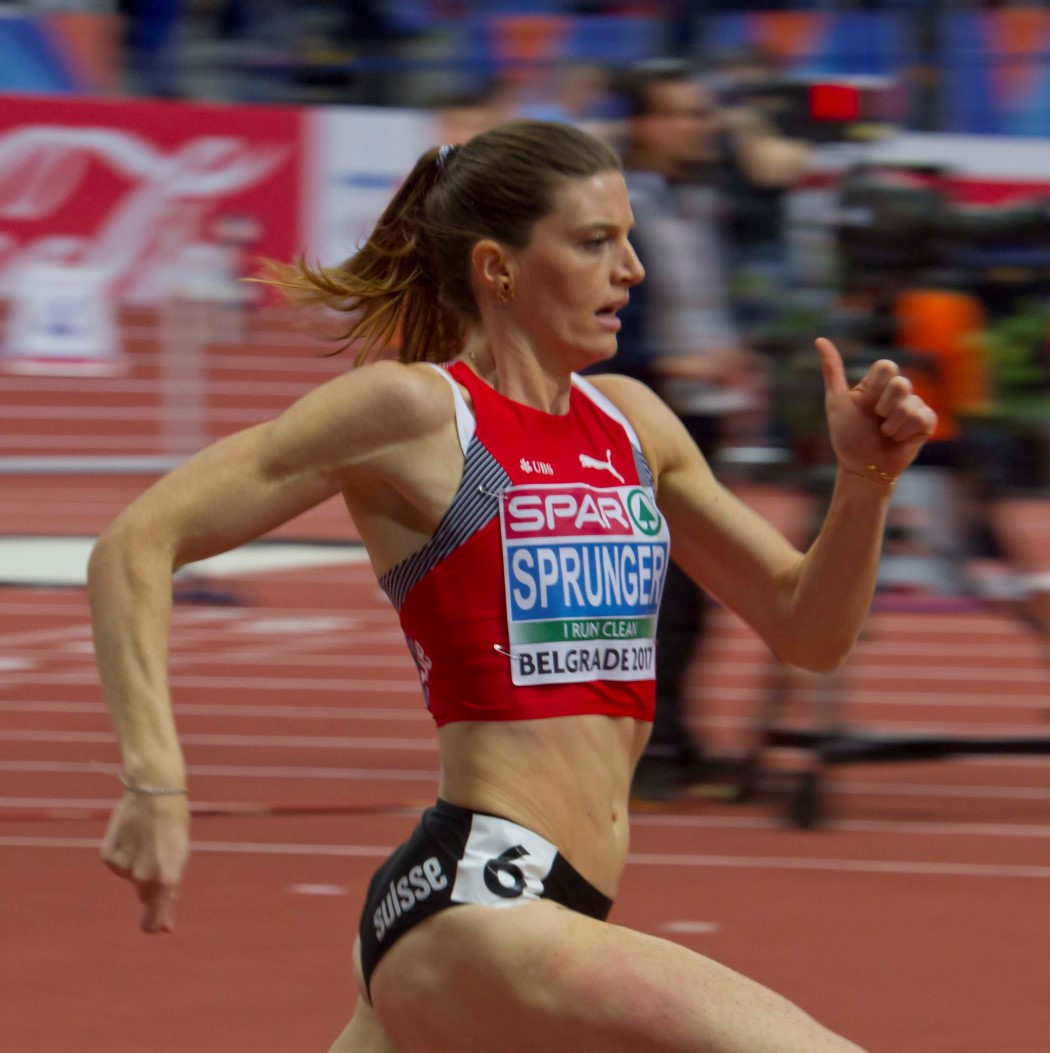
Léa Sprunger Rang sechs in 55,83 s
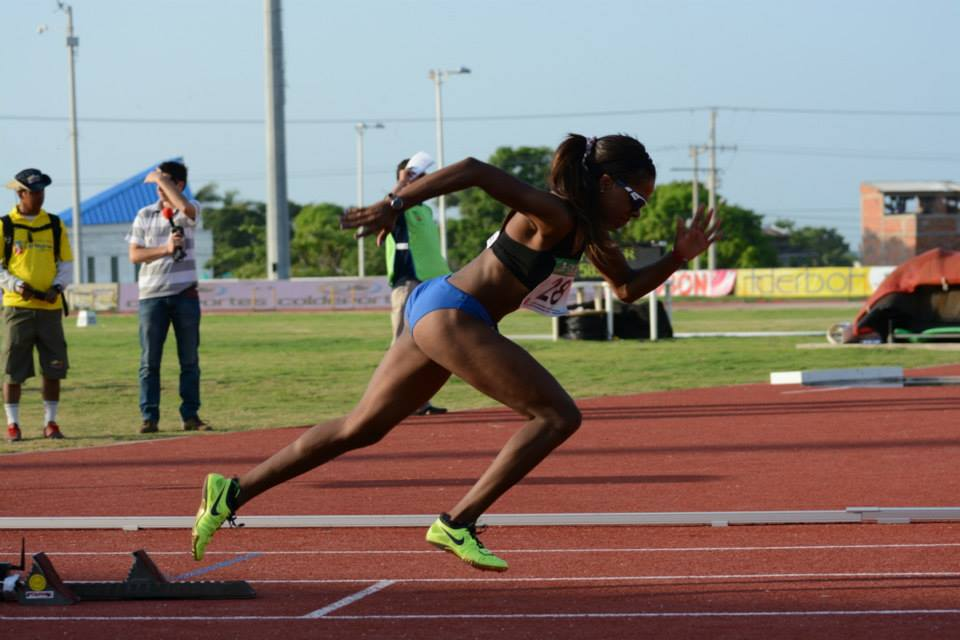
Déborah Rodríguez Rang acht in 56,47 s

### Lauf 2

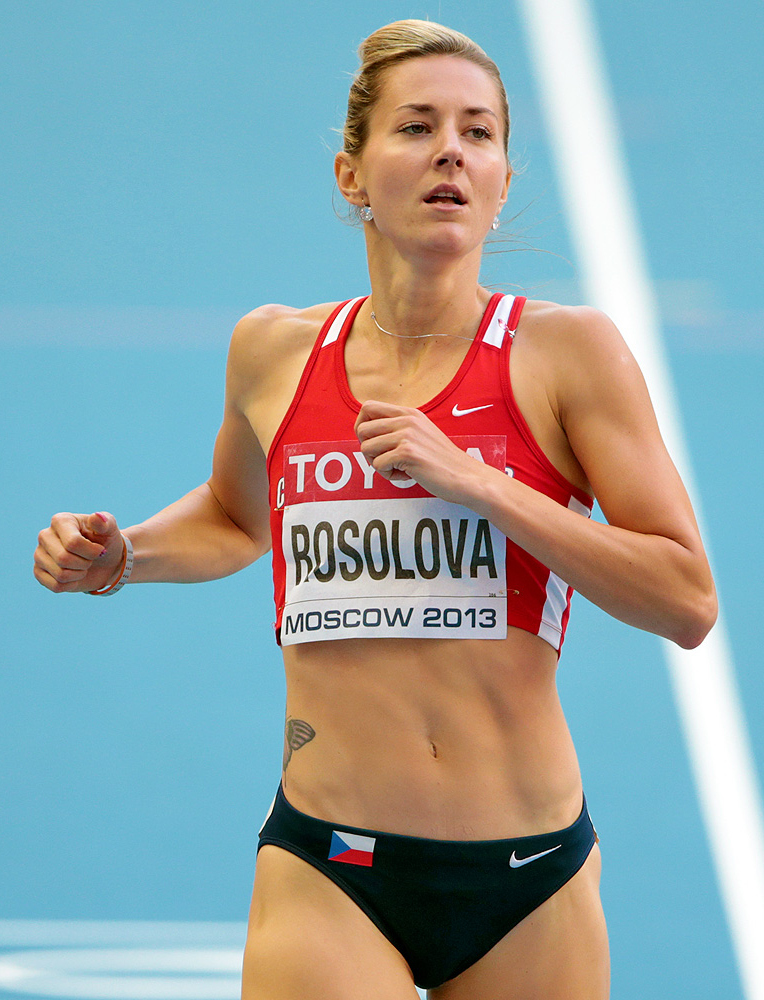
Denisa Rosolová – ausgeschieden als Vierte in 55,73 s
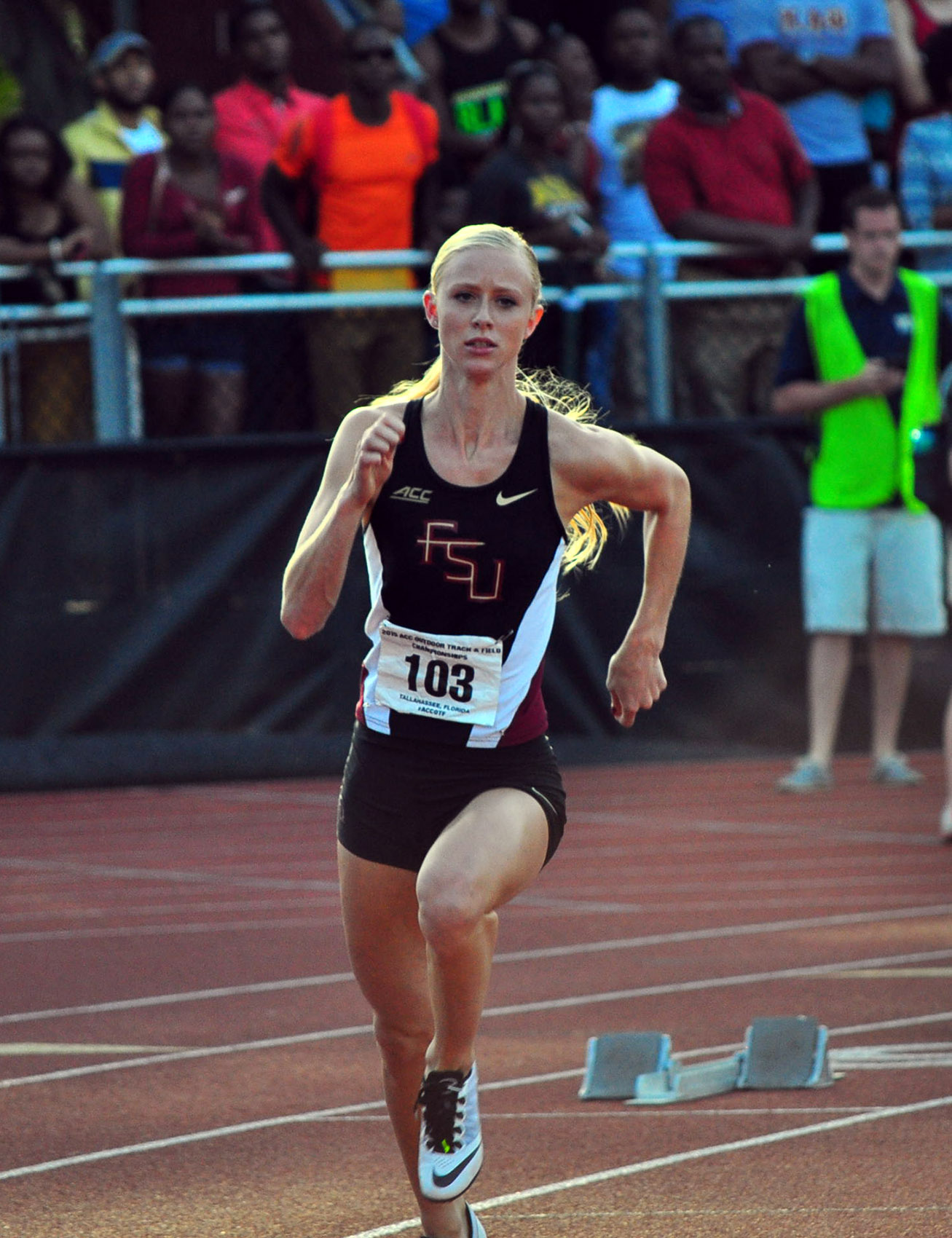
Sage Watson – ausgeschieden als Siebte in 56,38 s
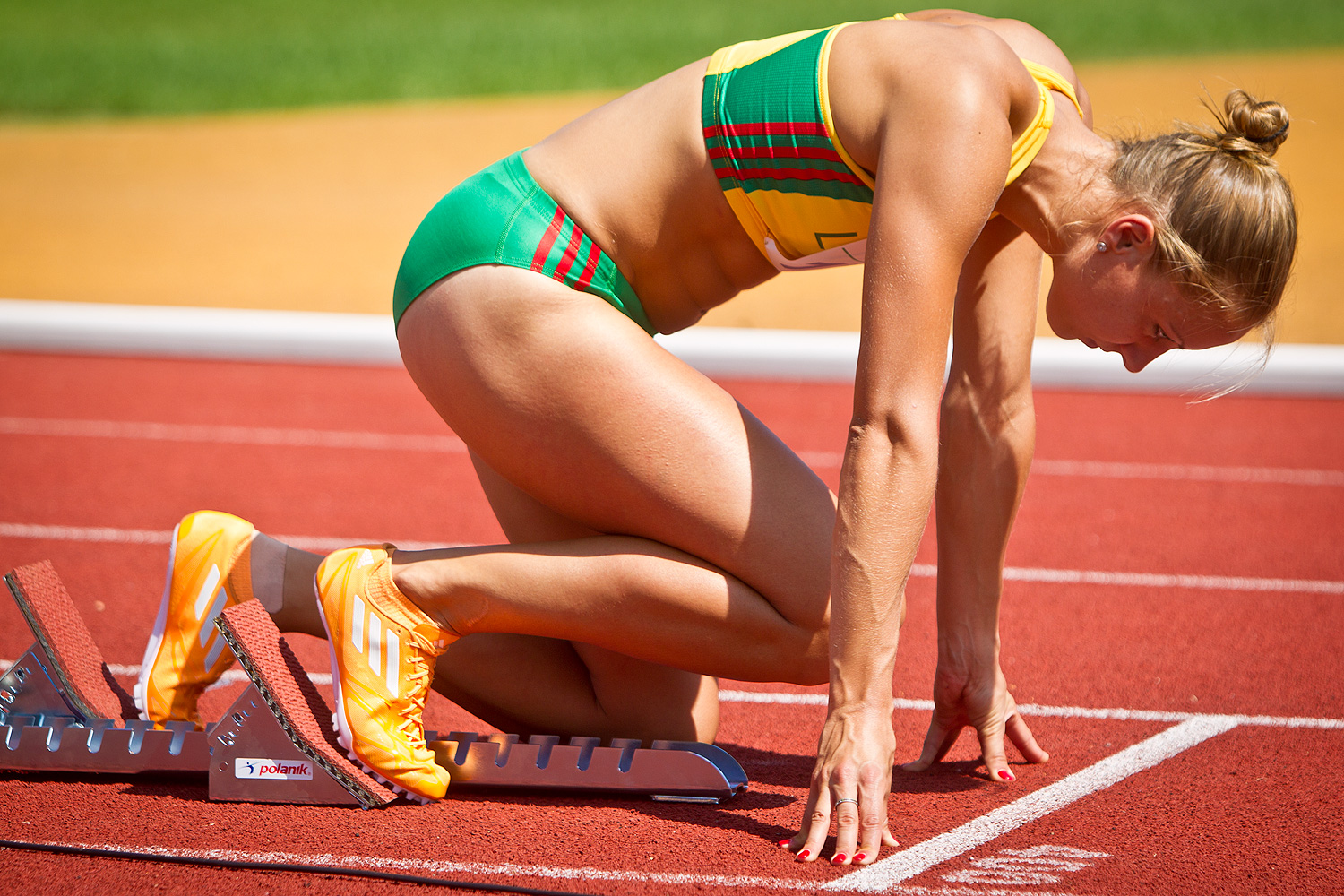
Eglė Staišiūnaitė – ausgeschieden als Achte in 56,48 s

24. August 2015, 19:18 Uhr Ortszeit (13:18 Uhr MESZ)
| Platz | Bahn | Name                | Land                | Zeit (s) |
| ----- | ---- | ------------------- | ------------------- | -------- |
| 1     | 6    | Sara Slott Petersen | Dänemark            | 54,34    |
| 2     | 4    | Kaliese Spencer     | Jamaika             | 54,45    |
| 3     | 2    | Shamier Little      | USA                 | 54,86    |
| 4     | 5    | Denisa Rosolová     | Tschechien          | 55,73    |
| 5     | 7    | Sparkle McKnight    | Trinidad und Tobago | 56,21    |
| 6     | 8    | Petra Fontanive     | Schweiz             | 56,35    |
| 7     | 3    | Sage Watson         | Kanada              | 56,38    |
| 8     | 9    | Eglė Staišiūnaitė   | Litauen             | 56,48    |

### Lauf 3
24. August 2015, 19:26 Uhr Ortszeit (13:26 Uhr MESZ)
| Platz | Bahn | Name              | Land           | Zeit (s) |
| ----- | ---- | ----------------- | -------------- | -------- |
| 1     | 6    | Zuzana Hejnová    | Tschechien     | 54,24    |
| 2     | 7    | Janieve Russell   | Jamaika        | 54,78 SB |
| 3     | 4    | Meghan Beesley    | Großbritannien | 55,41    |
| 4     | 5    | Lauren Wells      | Australien     | 56,04    |
| 5     | 8    | Stina Troest      | Dänemark       | 56,13    |
| 6     | 2    | Aurélie Chaboudez | Frankreich     | 56,13    |
| 7     | 9    | Elise Malmberg    | Schweden       | 56,58    |
| DNF   | 3    | Kori Carter       | USA            |          |

Im dritten Halbfinale ausgeschiedene Hürdenläuferinnen:

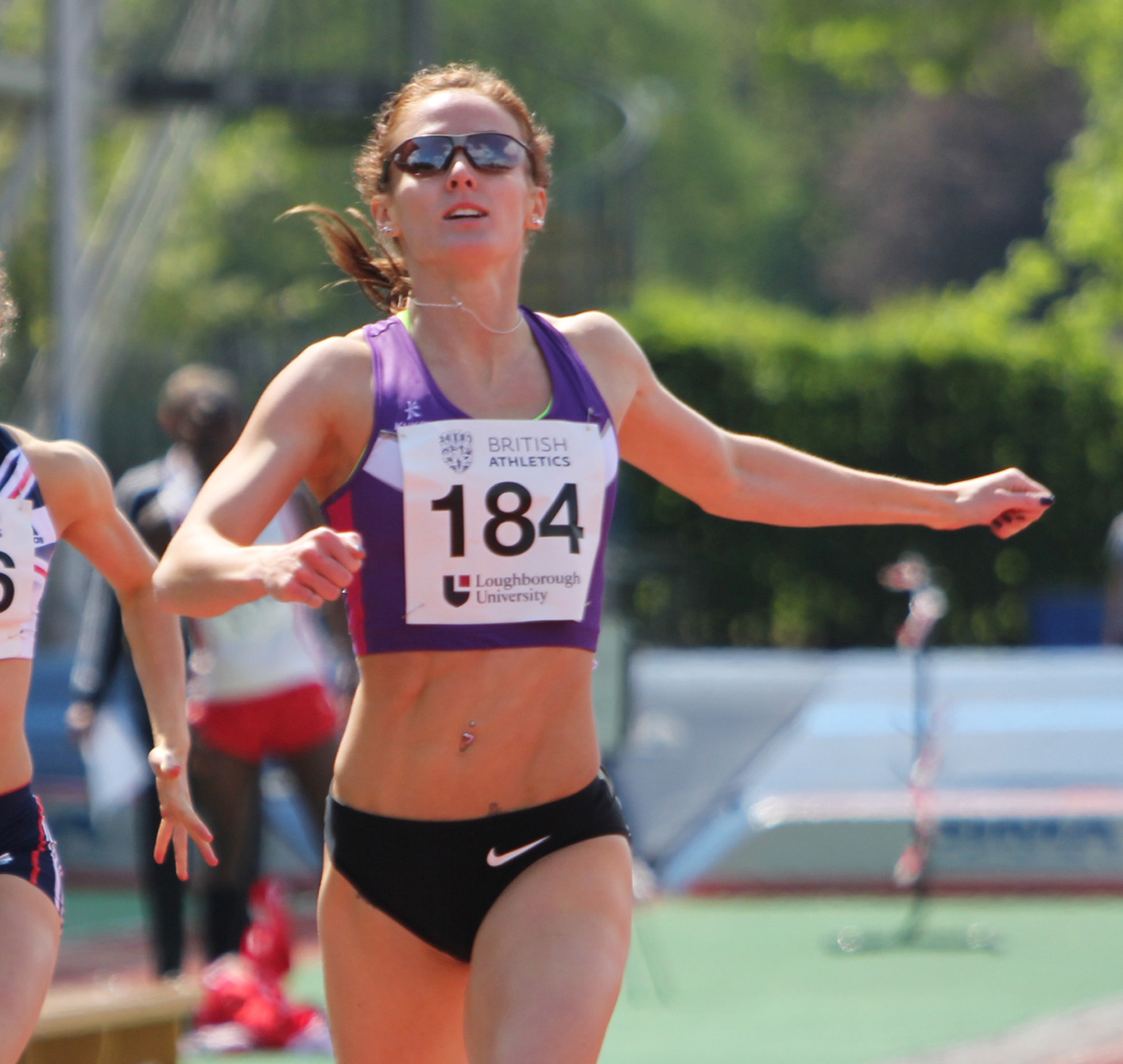
Meghan Beesley Rang drei in 55,41 s
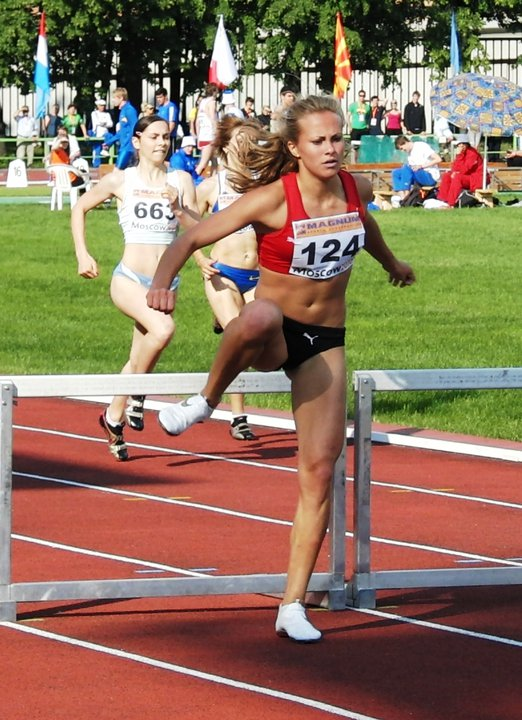
Stina Troest Rang fünf in 56,13 s
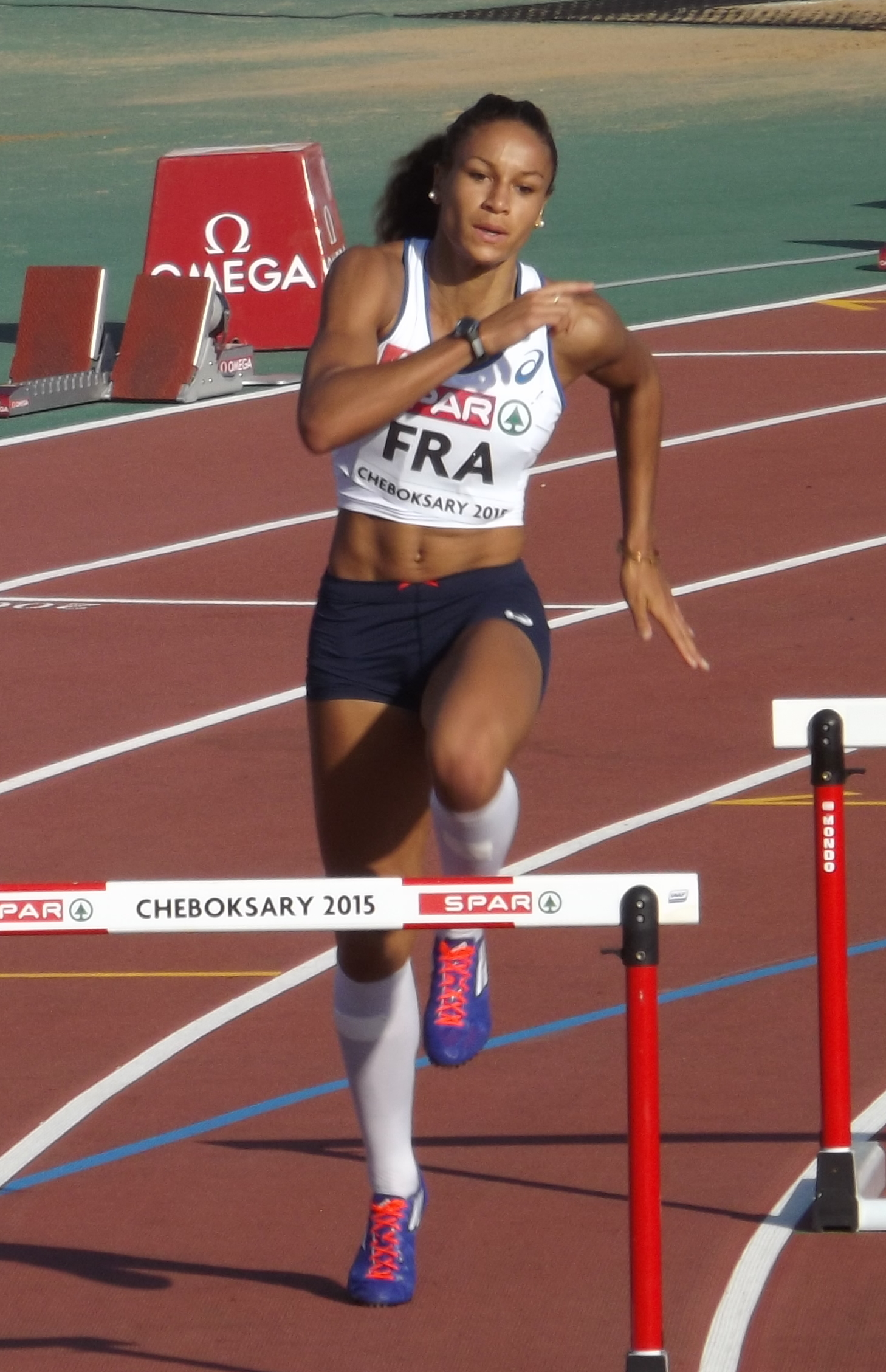
Aurélie Chaboudez Rang sechs in 56,13 s
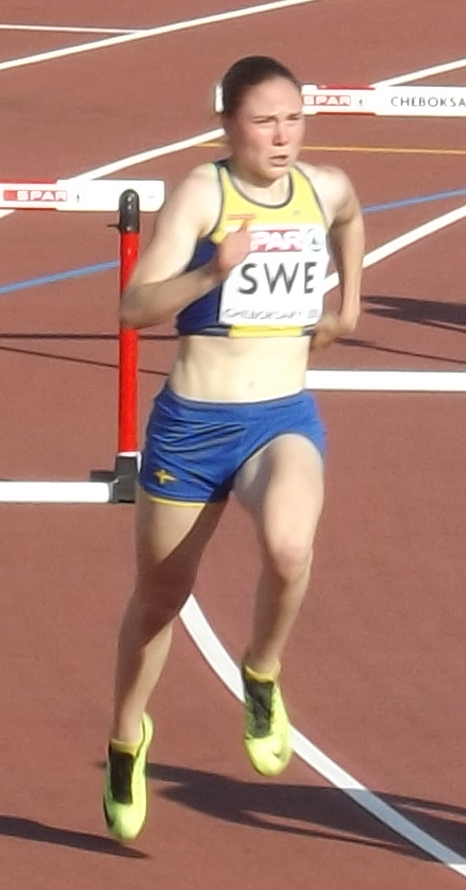
Elise Malmberg Rang sieben in 56,58 s
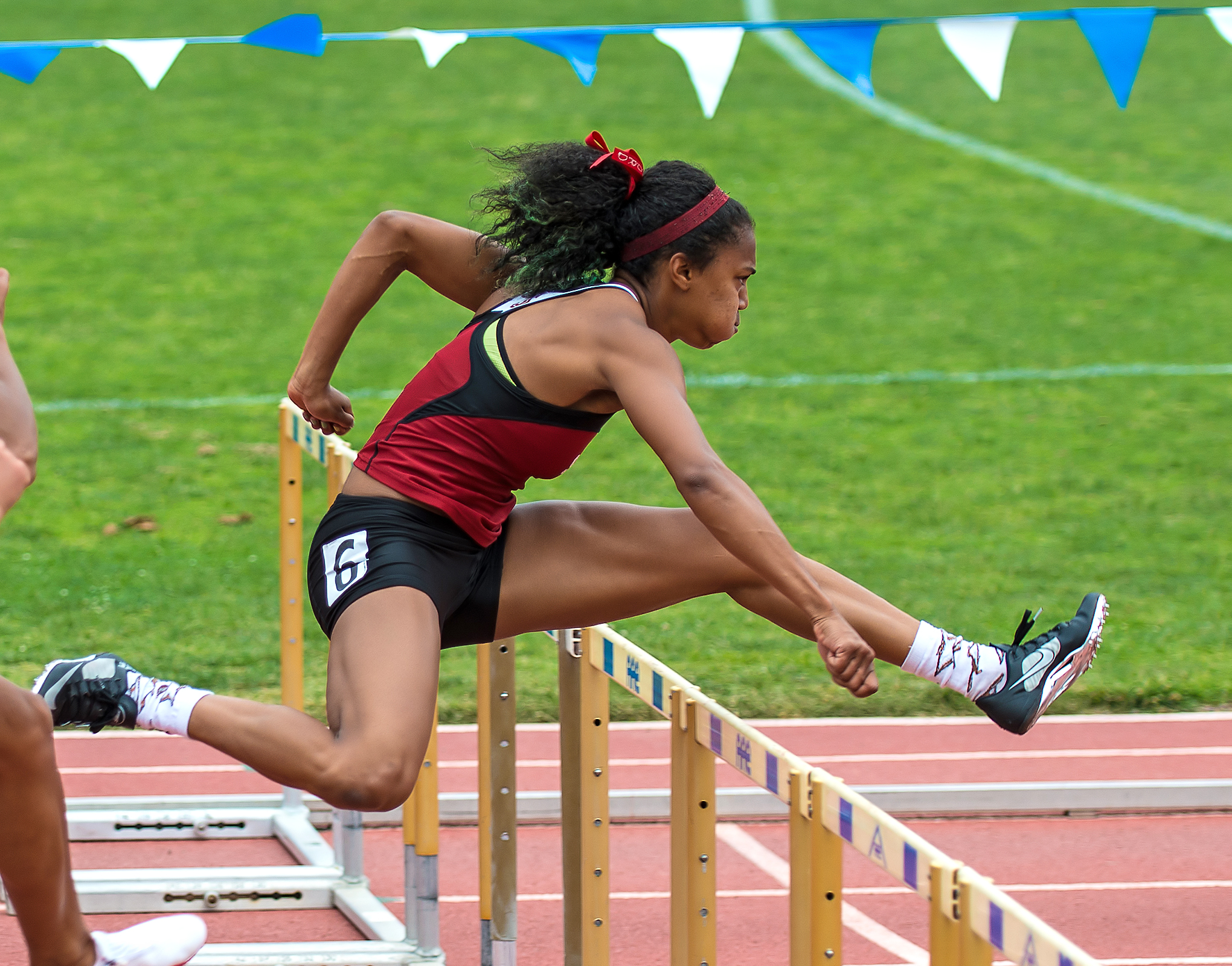
Kori Carter Rennen nicht beendet

## Finale
26. August 2015, 20:10 Uhr Ortszeit (14:10 Uhr MESZ)
Die tschechische Titelverteidigerin und Olympiadritte von 2012 Zuzana Hejnová hatte schon im Halbfinale die schnellste Zeit vorgelegt und gehörte damit zu den Favoritinnen für diesen Wettbewerb. Sie hatte allerdings verletzungsbedingt pausieren müssen und niemand wusste so genau, was sie zu leisten imstande war. Zum weiteren Favoritenkreis gehörten die amtierende Europameisterin Eilidh Child aus Großbritannien, die im Halbfinale starken Läuferinnen Cassandra Tate aus den Vereinigten Staaten, Sara Petersen aus Dänemark und Kaliese Spencer aus Jamaika, auch Olympiavierte von 2012.
Im Finale lagen die Läuferinnen längere Zeit dicht zusammen. Als Erste kam Hejnová aus der Zielkurve. Nur knapp dahinter folgten die beiden US-Amerikanerinnen Tate und Shamier Little. Aber auch zu den Nächstplatzierten waren die Abstände noch eng, es war noch nichts entschieden. Auf der Zielgeraden hatte Zuzana Hejnová das größte Stehvermögen. Sie lief mit mehr als vier Zehntelsekunden Vorsprung ins Ziel und war erneut Weltmeisterin. Im Kampf um Platz zwei setzte sich Shamier Little mit acht Hundertstelsekunden gegen die drittplatzierte Cassandra Tate durch. Knapp zwei Zehntelsekunden dahinter kam Sara Petersen als Vierte ins Ziel. Dann wurden die Abstände etwas größer. Die Jamaikanerin Janieve Russell erreichte Platz fünf vor Eilidh Child und der Südafrikanerin Wenda Nel. Kaliese Spencer belegte den achten Rang.

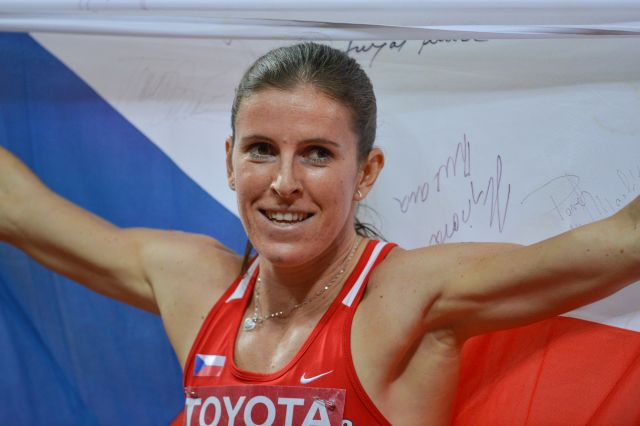
Zuzana Hejnová feierte ihren erneuten Weltmeistertitel

| Platz | Bahn | Athletin            | Land           | Zeit (s) |
| ----- | ---- | ------------------- | -------------- | -------- |
|       | 5    | Zuzana Hejnová      | Tschechien     | 53,50 WL |
|       | 2    | Shamier Little      | USA            | 53,94    |
|       | 6    | Cassandra Tate      | USA            | 54,02    |
| 4     | 4    | Sara Slott Petersen | Dänemark       | 54,20    |
| 5     | 9    | Janieve Russell     | Jamaika        | 54,64 PB |
| 6     | 3    | Eilidh Child        | Großbritannien | 54,78    |
| 7     | 8    | Wenda Nel           | Südafrika      | 54,94    |
| 8     | 7    | Kaliese Spencer     | Jamaika        | 55,47    |

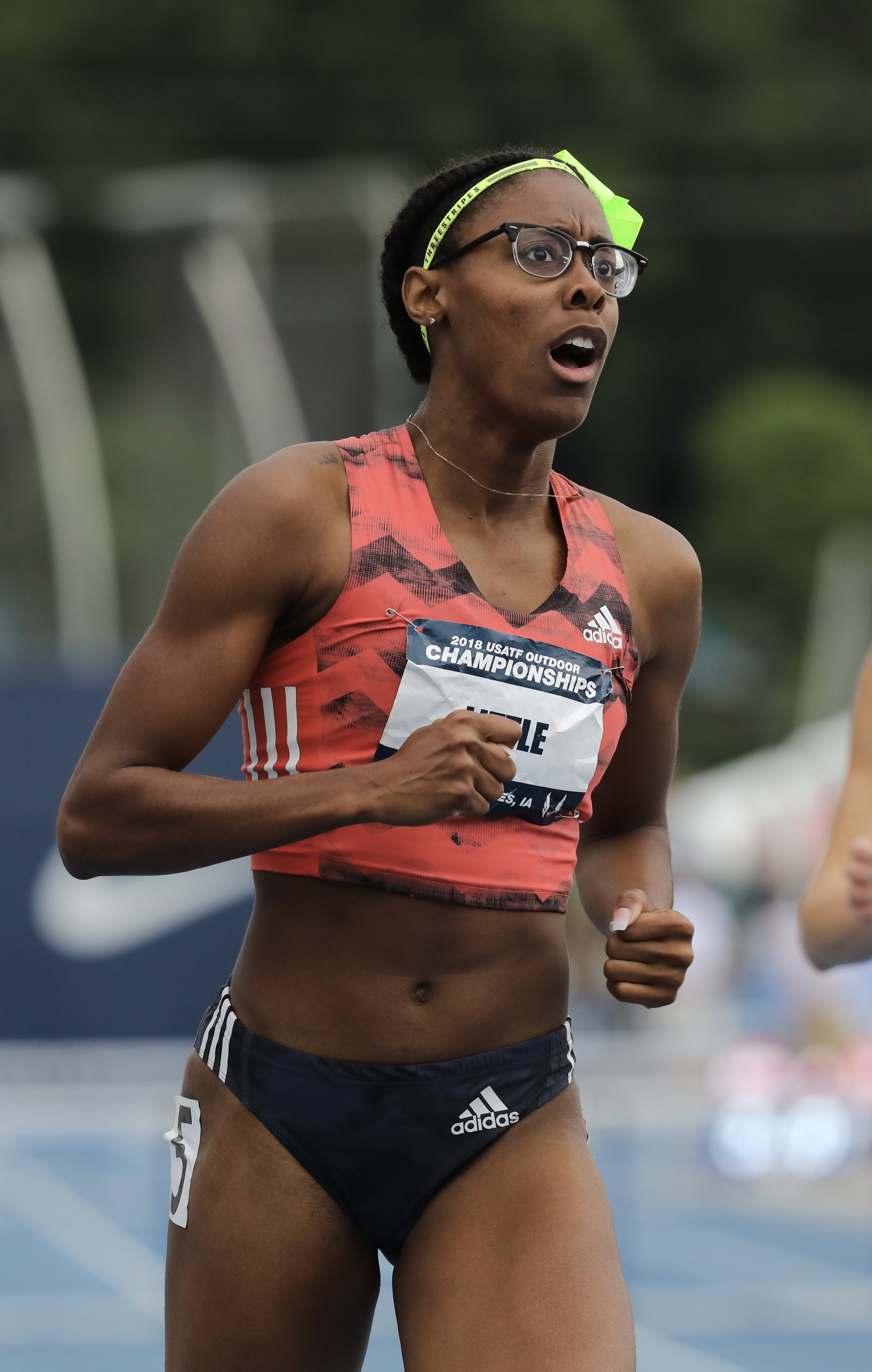
Vizeweltmeisterin Shamier Little
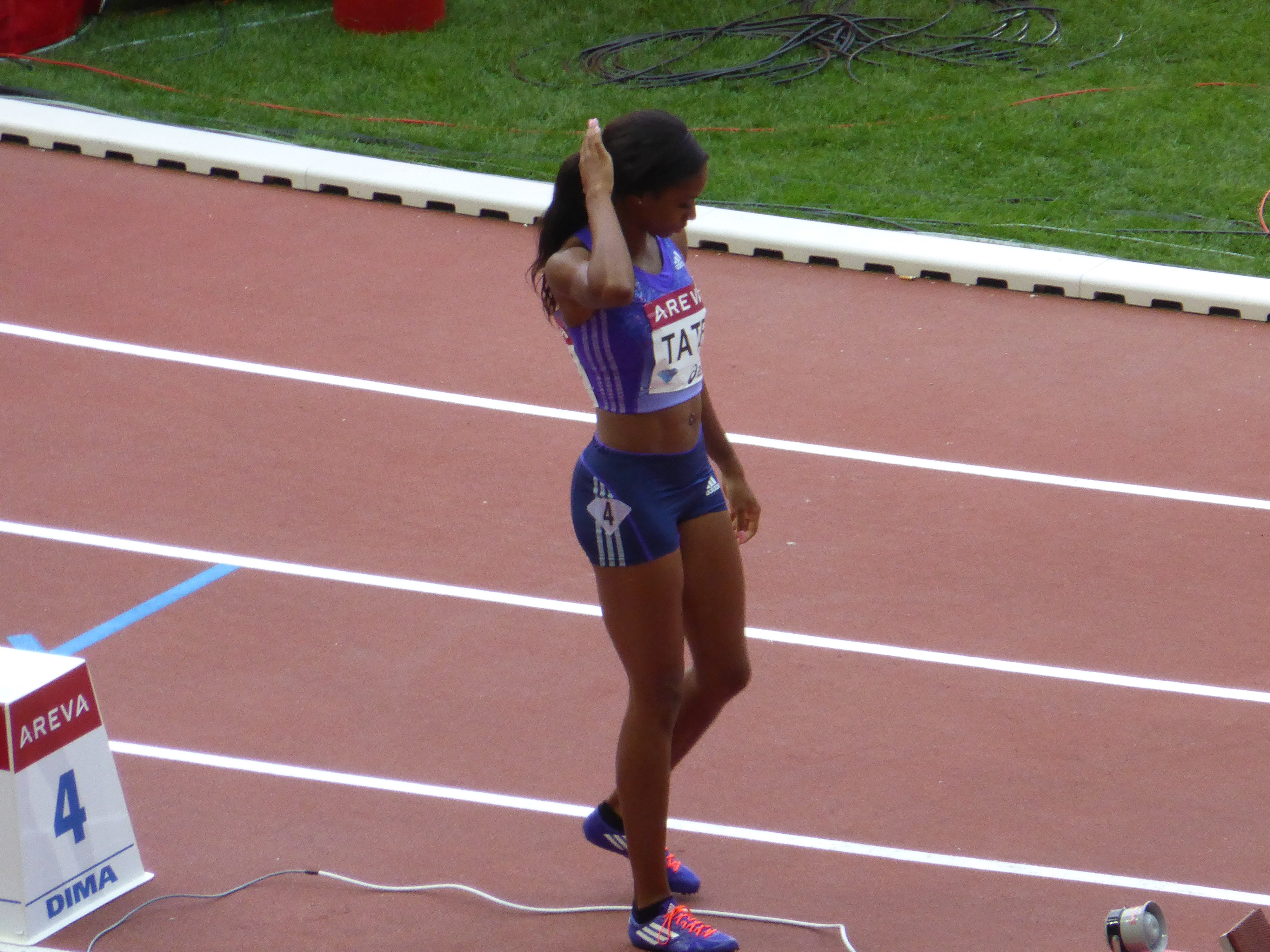
Bronzemedaillengewinnerin Cassandra Tate
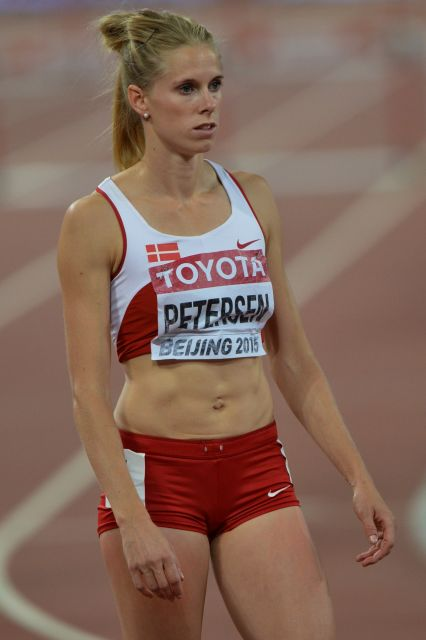
Sara Slott Petersen kam auf den vierten Platz
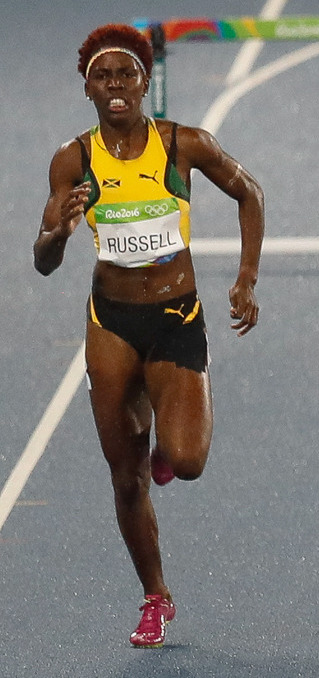
Janieve Russell belegte Rang fünf
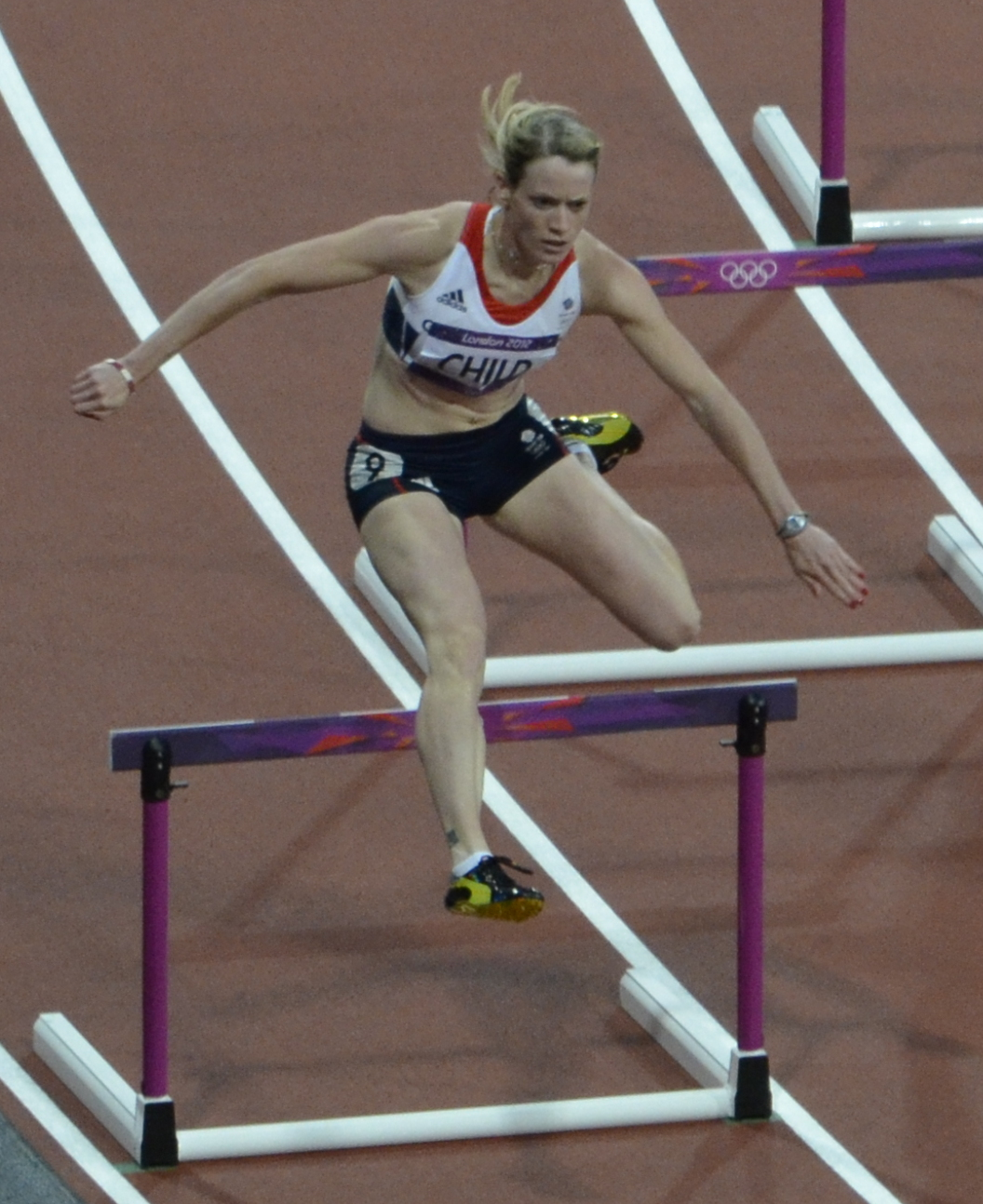
Die amtierende Europameisterin Eilidh Child kam auf den sechsten Platz
Platz sieben für Wenda Nel
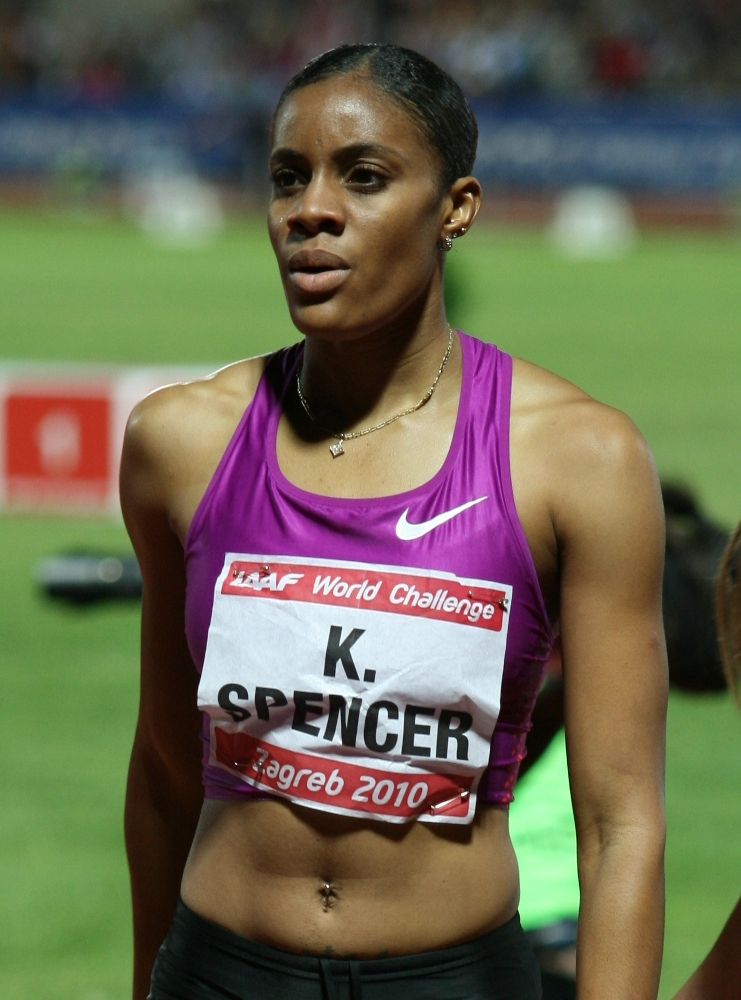
Kaliese Spencer erreichte im Finale Rang acht

## Video
- IAAF World Track And Field Championships-Women's 400 Meters Hurdles Final 2015, youtube.com, abgerufen am 19. Februar 2021